# La Conscience vengeresse
Pour plus de détails, voir Fiche technique et Distribution.
La Conscience vengeresse (titre original : The Avenging Conscience ou Thou Shalt Not Kill) est un film américain réalisé par D. W. Griffith, sorti en 1914.
C'est une adaptation de deux œuvres d'Edgar Allan Poe : la nouvelle Le Cœur révélateur et le poème Annabel Lee.

## Synopsis
Un jeune homme, joué par Henry B. Walthall, tombe amoureux d'une jeune fille, interprétée par Blanche Sweet. Toutefois, il est contrarié dans ses projets par son oncle (Spottiswoode Aitken). Tourmenté par des visions de mort, il décide d'assassiner ce dernier mais sa culpabilité va alors le hanter.

## Fiche technique
- Réalisation : D. W. Griffith
- Scénario : D. W. Griffith  d'après une nouvelle de Edgar Allan Poe
- Directeur de la photographie : G. W. Bitzer
- Cadreur : Karl Brown
- Musique : S. L. Rothapfel
- Production : D. W. Griffith
- Société de production : Majestic Motion Picture Co.
- Sociétés de distribution : State Rights, Mutual Film Corp., Western Import Co.
- Pays de production :  États-Unis
- Langue : anglais
- Date de sortie :
  - États-Unis : 24 août 1914

## Distribution
- Henry B. Walthall : le jeune homme
- Blanche Sweet : la jeune fille
- Spottiswoode Aitken : l'oncle du jeune homme
- George Siegmann : l'italien
- Ralph Lewis : le détective
- Mae Marsh : la domestique
- Robert Harron : l'épicier
- George A. Berranger
- Josephine Crowell : la mère de la jeune fille